# Пучок модулів
У математиці, пучок модулів — це пучок над окільцьованим простором {\displaystyle (X,O_{X})}, що має структуру модуля над структурним пучком {\displaystyle O_{X}}.

## Визначення
Для окільцьованого простору {\displaystyle (X,O_{X})}, пучок {\displaystyle O_{X}}-модулів (або просто {\displaystyle O_{X}}-модуль) — це пучок {\displaystyle F} над {\displaystyle X}, такий що {\displaystyle F(U)} є {\displaystyle O_{X}(U)}-модулем для кожної відкритої множини {\displaystyle U}, і для кожної відкритої множини {\displaystyle V}, що міститься в {\displaystyle U}, відображення обмеження {\displaystyle F(U)\to F(V)} узгоджене зі структурою модулів: для кожних {\displaystyle a\in O_{X}(U),f\in F(U)} маємо
Морфізмом {\displaystyle O_{X}}-модулів {\displaystyle F\to G} називають морфізм пучків, такий, що для будь-якої відкритої множини {\displaystyle U} відображення {\displaystyle F(U)\to G(U)} є морфізмом {\displaystyle O_{X}(U)}-модулів.

## Приклади
- Структурний пучок {\displaystyle O_{X}} є {\displaystyle O_{X}}-модулем. Пучок {\displaystyle O_{X}}- модулів, що є підпучком пучка {\displaystyle O_{X}}, називають пучком ідеалів на {\displaystyle X}.
- Якщо {\displaystyle f:F\to G} — морфізм {\displaystyle O_{X}}- модулів, то ядро, образ і коядро {\displaystyle f} є {\displaystyle O_{X}}-модулями.
- Будь-які прямі суми, прямі добутки, прямі і зворотні границі {\displaystyle O_{X}}-модулів є {\displaystyle O_{X}}-модулями. Пучок {\displaystyle O_{X}}-модулів називається вільним, якщо він ізоморфний прямій сумі декількох копій {\displaystyle O_{X}}. Пучок {\displaystyle O_{X}}-модулів {\displaystyle F} називають локально вільним (рангу {\displaystyle r}) якщо в кожної точки {\displaystyle X} існує відкритий окіл, на якому {\displaystyle F} вільний (ізоморфний прямій сумі {\displaystyle r} копій пучка {\displaystyle O_{X}}). Локально вільний пучок рангу 1 називають також оборотним пучком.
- Якщо {\displaystyle F,G} — пучок {\displaystyle O_{X}}-модулів, пучок морфізмів з {\displaystyle F} у {\displaystyle G} можна визначити так:{\displaystyle U\mapsto Hom_{O_{X}(U)}(F(U),G(U)).} Двоїстий {\displaystyle O_{X}}-модуль до {\displaystyle O_{X}}-модуля {\displaystyle F} — це модуль морфізмів з {\displaystyle F} у {\displaystyle O_{X}}.
- Пучок, асоційований з передпучком {\displaystyle U\to F(U)\otimes _{O_{X}(U)}G(U)} позначають {\displaystyle F\otimes _{O_{X}}G}. Його шар у точці {\displaystyle x} канонічно ізоморфний {\displaystyle F_{x}\otimes _{O_{X,x}}G_{x}}. Аналогічно визначають симетричний і зовнішній добуток.